# Штутгартський фунікулер
48°45′21″ пн. ш. 9°08′32″ сх. д. / 48.7559° пн. ш. 9.14216° сх. д.
Штутгартський фунікулер (нім. Standseilbahn Stuttgart) — фунікулер у місті Штутгарт, Німеччина. 
Лінія сполучає долинну станцію Зюдгаймер-плац  з лісовим кладовищем Штутгарт-Дегерлох у південних кварталах Геслаха . 
Під орудою Stuttgarter Straßenbahnen AG (SSB) він був відкритий 30 жовтня 1929 року для зручності відвідувачів лісового кладовища, яке розташоване на висоті 90 м над Штутгартським Геслахом. 
На Зюдгаймер-плац фунікулер має пересадку на лінії U1 і U14 Stuttgart Stadtbahn.

## Огляд
Фунікулер має такі технічні параметри:
- Перепад висот: 87 м
- Максимальна похил : 28,3%
- Час у дорозі: 3 хвилини
- Місткість: 74 пасажири на вагон
- Тяга: канатна, електрична

Два вагони, виготовлені з тикового дерева, були виготовлені Maschinenfabrik Esslingen. 
У грудні 1999 року одна з машин була пошкоджена вирваним деревом в результаті грози, але потім була відновлена. 
Лінія була модернізована у 2004 році, щоб відповідати новим вимогам безпеки Європейського Союзу для фунікулерів після катастрофи на Капруні. 
З 24 липня 2004 року він знову працює за графіком.
Лінія є однією з двох активних транспортних туристичних визначних пам'яток у Штутгарті, іншою є Цанрадбан (лінія 10).